# Noël Burch
Noël Burch est un professeur des universités, réalisateur, critique et historien du cinéma franco-américain, né le 22 janvier 1932 à San Francisco.

## Biographie
Noël Burch arrive en France en 1951. Diplômé de l'IDHEC, il est en 1959 l'assistant de Pierre Kast pour Le Bel Âge. Il réalise un court-métrage remarqué, Noviciat. Il se consacre ensuite à la critique cinématographique, notamment pour les Cahiers du cinéma de 1968 à 1972.
En 1969, il écrit l'ouvrage théorique Praxis du cinéma. L'ouvrage La Lucarne de l'infini, publié en 1991, s'interroge sur l'histoire de la constitution du Mode de Représentation Institutionnel (MRI) du cinéma tel qu'il apparaît stabilisé en 1929, lors de l'arrivée du parlant. Influencé par les approches universitaires anglo-saxonnes, il s'essaie en 2009 avec Geneviève Sellier aux « gender studies », dans un essai intitulé La Drôle de guerre des sexes dans le cinéma français, 1930-1956. En 2008, il publie un article intitulé « Macho - Praxis » dans lequel il estime que son livre Praxis du cinéma, en dépit de son succès, relève « d'une culture élitiste et masculine », et que son travail taxinomique ne vaut pas celui d'« un Raymond Spottiswoode ou un Marcel Martin ». Il critique enfin sa propre méthode, estimant qu'il choisissait à l'époque son corpus de manière biaisée et que ce dernier était très incomplet car essentiellement constitué du « nouveau cinéma d'auteur » sans intégrer le genre du Women's film (en) qui propose selon lui « la vision la plus riche de la société états-unienne que Hollywood ait jamais produite ». Il tente d'expliquer le succès persistant en 2008 de ce livre par le fait que sa conception du cinéma n'avait à l'époque rien de révolutionnaire et était confortable pour les partisans de « l'esthétisme triomphant » et qu'il associe à un mouvement « libéral/apolitique ».
À la fin des années 1990, Noël Burch remet en question, sur le plan théorique, la politique des auteurs définie par François Truffaut qui domine le discours critique français depuis les années 1950. Il juge cette vision trop limitée dans sa manière de faire du réalisateur l'unique créateur du film au détriment du scénariste ou du co-scénariste, du producteur et des chefs techniciens.
Il a enseigné à l'Université de Paris 3 Censier, à l'Université de Lille et à l'IDHEC.

## Filmographie
- 1960 : Le Bel Âge (assistant de Pierre Kast)
- 1964 : Noviciat
- 1968 : Cinéma de notre temps : la Nouvelle Vague
- 1970 : Shirley Clarke : un portrait
- 1985 : What Do Those Old Films Mean ?
- 1995 : Red Hollywood

## Publications
- Noël Burch, Praxis du cinéma, Paris, Gallimard, coll. « Le chemin », 1969 (réimpr. 1986) (1re éd. 1969) (BNF 32424258, présentation en ligne)
- Marcel L’Herbier, Paris, Seghers, coll. « Cinéma d’aujourd’hui », 1973
- To the Distant Observer: Form and Meaning in Japanese Cinema, Berkeley, University of California Press, 1979
- Itinerarios : La educacion de un sonador del cine, Bilbao, Certamen International del Cine Documental y Cortometraje, 1985
- La Lucarne de l’infini. Naissance du langage cinématographique, Paris, Nathan, 1991 (Prix Jean Mitry)
- Noël Burch et Geneviève Sellier, La Drôle de guerre des sexes du cinéma français : 1930-1956, préface de Michelle Perrot, Paris, Nathan Université, 1996
- Revoir Hollywood : la nouvelle critique anglo-américaine, Paris, Nathan, 1993
- De la beauté des latrines : Pour réhabiliter le sens au cinéma et ailleurs, Paris, L’Harmattan, 2007
- Noël Burch et Geneviève Sellier, Le cinéma au prisme des rapports de sexe, Paris, Vrin, 2009  (ISBN 978-2-7116-2222-1)
- Noël Burch et Geneviève Sellier, Ignorée de tous...sauf du public (quinze ans de fiction télévisée française 1995-2010), Bry-sur-Marne, éditions INA  2013  (ISBN 978-2-86938-2138)
- Noël Burch et Geneviève Sellier, L'amour des femmes puissantes : introduction à la viragophilie, Paris, EPEL, 2015  (ISBN 978-2-35427-168-8)
- Noël Burch, Mémoires d'un transfuge cinéphile : une vie de bâton de chaise, Paris, L'Harmattan, 2021.

### Documentaires
- 2006 : La Fiancée du danger, co-réalisé avec Michèle Larue, à propos de Marie Marvingt[6].
- 2010 : De la Cage aux Roseaux de Alessandro Avellis et Alain Brassart, avec la participation  de André Téchiné, Gaël Morel, Catherine Corsini, Gérard Lefort, Noël Burch, Olivier Ducastel et Jacques Martineau).